# Barbara Wolańska
Barbara Wolańska z domu Cembrzyńska (ur. 19 maja 1997) – polska siatkarka, grająca na pozycji przyjmującej.
Pochodzi z Gorlic.
W 2021 roku ukończyła studia na Akademii Wychowania Fizycznego w Krakowie na kierunku wychowanie fizyczne.
Jej mężem jest siatkarz Nikodem Wolański, z którym 1 lipca 2023 roku wzięła ślub.

## Sukcesy klubowe

### juniorskie
Mistrzostwa Polski Juniorek:
- 2016[11]

### seniorskie
Orlen Liga:
- 2016[12]